# Сабурово (Башкортостан)
Сабурово (баш. Һабыр) — деревня в Чишминском районе Республики Башкортостан Российской Федерации. Входит в состав Енгалышевского сельсовета. 

## География

### Географическое положение
Расстояние до:
- районного центра (Чишмы): 45 км,
- центра сельсовета (Енгалышево): 8 км,
- ближайшей ж/д станции (Юматово): 25 км.

## Население
| 2002 | 2009 | 2010 |
| ---- | ---- | ---- |
| 55   | ↘53  | ↘43  |

Национальный состав
Согласно переписи 2002 года, преобладающая национальность — башкиры (78 %).